# Super Mario 64
|  | For den opdaterede version til Nintendo DS, se Super Mario 64 DS. |
Super Mario 64 (スーパーマリオ64 Sūpā Mario Rokujūyon) er et platformspil til Nintendo 64. Spillet blev udgivet i Japan den 23. juni 1996, i Nordamerika den 29. september 1996 og i Europa den 1. marts 1997. Sammen med Pilotwings 64 var det en af lanceringstitlerne til den dengang nye spillekonsol. Spillet er solgt i over elleve millioner eksemplarer i alt, og per 25. september 2007 var det det syvendebedst sælgende computerspil i USA.
Super Mario 64 er et spil, hvor det handler om at styre en figur Mario rundt i et univers bestående af en række forskellige baner. Figuren skal undervejs bevæge sig rundt med bl.a. løb og hop og indsamle forskellige ting for at gennemføre spillet.
Spillet var det første 3D-platformspil i Mario-serien og det skabte en ny arketype til genren i lighed med, hvad Super Mario Bros. gjorde med todimensionale sideskrollende platformspil. Spillet blev hyldet som "revolutionerende" og havde indflydelse på 3D-spildesignet, i særdeleshed hvad angik den dynamiske brug af kamerasystemet og implementeringen af analogkontrolleren.
Samtidig med at man gik fra to til tre dimensioner blev der med opbygningen i Super Mario 64's lagt vægt at spilleren skulle gå på udforskning i vidtstrakte verdener, og spilleren må fuldføre flere og forskelligartede missioner. Derved gik man bort fra lineære forhindringsbaner, som fandtes i de traditionelle platformspil. Ved at gøre dette, kunne spillet bevare mange elementer fra tidligere Mario-spil. Spillet er anerkendt af mange kritikere og fans som et af de bedste og mest revolutionerende computerspil nogensinde.

## Opbygning
Super Mario 64 er et 3D-platformspil, hvor spilleren styrer figuren Mario igennem adskillige baner på et slot, der tilhører Prinsesse Peach. Hver bane er en lukket verden, som spilleren frit kan bevæge sig rundt i uden tidsbegrænsninger. Banerne er fyldt med fjendtlige skabninger, der angriber Mario, såvel som fredelige væsener, som kan give spilleren en hjælpende hånd, information eller bede om en tjeneste. I hver bane skal Mario samle styrkestjerner ("Power Stars"). Hver af hovedbanerne indeholder seks hovedstjerner, som hver har et navn, der giver et hint om hvor eller hvordan man får fat i dem. Spillet indeholder en række udfordringer, der bl.a. består af at nedkæmpe ekstra stærke fjender, såkaldte bosser. Andre opgaver kan være at løse gåder, løbe om kap og samle mønter. Hver af hovedbanerne indeholder også en hemmelig stjerne, som fås ved at samle 100 mønter i banen. Når Mario samler stjerner, åbnes flere af slottets områder. Mario låser slottets døre op med nøgler, som han skaffer ved at besejre hovedskurken Bowser i specialbaner.
Mario er i nogle baner udstyret med tre forskellige hatte, der giver ham ekstra kræfter: Vingehatten gør det muligt for Mario at flyve; metalhatten beskytter ham mod visse ting, der ellers ville påføre ham skade og gør det således muligt for ham at modstå vind, gå under vand og undgå påvirkning fra gasser; og forsvindingshatten gør ham delvist ulegemlig, så han kan gå igennem forhindringer som nettråde og og usårlighed overfor en række ting, der ellers ville skade ham. Nogle områder har kanoner, som Mario kan låse op ved at tale med bestemte skabninger, de såkaldte lyserøde Bob-omb-makkere. Når Mario går ind i en kanon, kan han skydes ud til fjerne steder. Når Mario har vingehatten på, kan kanonerne bruges til at nå store højder eller hurtigt flyve tværs gennem de fleste baner. Spillet har mange hemmelige områder, hvoraf de fleste indeholder ekstra stjerner, man behøver for at gennemføre hele spillet.

### Styring
I Super Mario 64 er Marios evner langt mere varierede end i de tidligere spil. Mario kan gå, løbe, kravle, bukke sig, svømme, klatre og udføre forskellige hop ved hjælp af den analoge styrepind på spilkontrolleren, enten alene eller i kombination med den blå A-knap. Da Marios mest fremstående kendetegn i de foregående spil var hans hop, var man særlig opmærksom på hoppet under udviklingen af spillet. Mario kan udføre specialhop ved at foretage forskellige hoppekombinationer eller kombinere et hop med andre handlinger. Af sådanne specialhop kan bl.a. nævnes et højere dobbelthop, et ekstra højt trippelhop (med forlæns saltomortale), baglæns saltomortale og længdehop. Mario kan ved hjælp af sit hop også udføre specialmanøvrer, så som væghoppet; at hoppe opad ved at hoppe frem og tilbage mellem to vægge for dermed at nå utilgængelige højder og det såkaldte "Ground Pound"; en bevægelse, hvor Mario standser i luften, sætter sig i siddestilling og derefter ryger ned i bakken. Med Ground Pound-manøveren kan Mario undgå at skade sig selv, hvis han falder fra store højder.
Mario kan løfte og kaste ting (og visse fjender), en evne, som bruges til at løse nogle af spillets opgaver. Mario kan også slå og sparke og han kan svømme under vand. Når han er under vand, falder hans livsmåler (dette viser, hvor længe, han kan holde vejret). For at undgå at drukne, skal Mario have ny luft, enten ved at samle mønter eller luftbobler i vandet, eller vende tilbage til overfladen.

## Plot og miljø
Super Mario 64 finder sted i Prinsesse Peachs slot, som består af tre etager, en kælder, en voldgrav og en gårdsplads. Området uden for slottet fungerer som testplads, hvor spilleren kan udforske og øve sig på Marios bevægelser. Alle områderne på slottet indeholder indgange til hoved- eller specialbaner via hemmelige vægge eller malerier.

### Handling
Handlingen i Super Mario 64 starter med, at Mario modtager et brev fra Prinsesse Peach, som inviterer ham til sit slot for at spise en kage, som hun har bagt til ham. Efter ankomsten får Mario at vide, at Bowser har invaderet slottet og taget prinsessen og tjenerne til fange. Bowser har brugt kraften fra 101 af slottets 120 styrkestjerner til at transformere mange af slottets malerier om til indgange til andre verdener, hvor hans undersåtter bevogter stjernerne. Mario tager ud på et eventyr for at generobre stjernerne, redde prinsessen og genoprette orden i slottet. Til sidst besejrer Mario Bowser, redder Prinsesse Peach og hendes tjenere fra fangenskabet og generobrer styrken fra slottets stjerner. Prinsessen belønner Mario ved at bage den kage, som hun havde lovet ham.

## Udvikling
Allerede i 1990 havde Shigeru Miyamoto fået ideen om at lave et Mario-spil i 3D samtidig med, at han arbejdede på spillet Star Fox. Han udviklede de fleste idéer dengang Super NES endnu dominerede og planlagde først at lave Super Mario 64 til denne konsol. Til sidst bestemte han sig for at udvikle det til Nintendo 64, da den havde bedre tekniske specifikationer end de tidligere systemer. Det tog udviklingsholdet tre år at mestre de nye muligheder, som Nintendo 64 gav og yderligere to år at udvikle selve spillet. Super Mario 64 var det første spil Miyamoto instruerede efter, at han var blevet forfremmet hos Nintendo i 1980'erne.
Udviklingen startede med at opbygge figurerne og kamerasystemet – noget som tog omkring et år. I 1995 begyndte udviklingen af banerne. Miyamoto og hans medarbejdere var i begyndelsen usikre på hvilken retning, spillet skulle bygges op i. Udviklerne brugte flere måneder på at vælge, hvordan kamerasystemet skulle være, og hvilken opsætning banerne skulle have. I begyndelsen syntes de, at banerne skulle have en bestemt lineær sti, (som de tidligere 2D-spil i serien havde) men de bestemte sig efter lidt tid til at bygge alle banerne i 3D, hvor spilleren kunne færdes frit. Selv om meget af spillet blev lavet på denne måde, blev elementer fra den tidligere lineære tankegang brugt i spillet (fx når man er i banen, som fører til konfrontationen med Bowser; så tvinges man til at gå imod Bowsers tilholdssted i stedet for at gå på opdagelse). Der blev også lagt meget vægt på at gøre Marios bevægelser så naturlige som muligt.
I Super Mario 64 blev der indlagt flere gåder/opgaver end i de tidligere Mario-spil. Dette skyldtes bl.a., at Super Mario 64 var under udvikling på samme tid som The Legend of Zelda: Ocarina of Time, men da Super Mario 64 blev udgivet flere år før Ocarina of Time, valgte Miyamoto at bruge flere af ideerne fra det nye spil til Super Mario 64.
Shigeru Miyamoto ønskede at få flere detaljer og ideer med i Super Mario 64, som udviklerne hentede fra virkeligheden. Et eksempel på dette var, da Miyamotos medarbejder Takashi Tezuka fik en idé om at have sin kone med i spillet. I januar 1996 bekræftede Miyamoto i et interview, at spillet var cirka 50 % færdiglavet. På den tid havde spillet 32 baner (uden bonusområder), men antallet måtte reduceres fordi, der ikke var plads til så mange. Spillet fik 15 hovedbaner, sammen med ti minibaner.

### Lyd
Musikken blev komponeret af veteranen Koji Kondo, som både brugte nyt materiale og noget fra de kendte melodier fra de tidligere spil. Super Mario 64 var et af de første spil i serien, hvor Charles Martinet indtalte Marios stemme. Leslie Swans indtalte Prinsesse Peachs stemme og skrev den engelske tekst til spillet, og Issac Marshall indtalte Bowsers stemme. Figurerne taler mere i den engelske version end i den japanske. Dialogen og nogle lyde varierer også mellem den engelske og japanske version. Nogle af stemmeændringerne i den engelske udgivelse blev brugt i den japanske Rumble Pak-udgave. Da Super Mario 64 DS blev udgivet, blev alle stemmerne holdt overensstemmende i både den engelske og japanske version.

## Modtagelse
Super Mario 64 har været succesfuld; det var det bedst sælgende spil til Nintendo 64. 21. maj 2003 havde spillet solgt elleve millioner eksemplarer. I slutningen af 2007 meldte Guinness Rekordbog et salg på 11,8 millioner eksemplarer. 25. september 2007 var spillet det syvendebedst sælgende computerspil i USA med seks millioner solgte eksemplarer ifølge NPD Group. I juni 2007 var spillet det næstmest populære spil på Wiis Virtual Console. Spillet blev rost i spillepressen og og roses stadig meget. Det har modtaget talrige priser fx adskillige "Årets spil"-priser af spillemedierne, ligesom Nintendos egen bedstsælgende Player's Choice-serie. Super Mario 64 er også blevet placeret højt på "tidernes bedste spil"-listen af mange fx af IGN, Game Informer, Yahoo! Games, GameFAQs-brugere, og Nintendo Power.

### Anmeldelser
Super Mario 64 har fået positiv kritik og er blevet hyldet. Hjemmesiden 1UP.com roste spillet for at have givet spillere en indvielse til 3D-spil. Under overgangen fra 2D til 3D, blev meget af seriens skik, som lagde vægt på udforskning over de traditionelle platformshop eller "hop og slå"-manøvren, drastisk nytænkt. Mens spillets kvalitet blev drøftet af nogle, mentes der, at det etablerede en helt ny genre, der var anderledes sammenlignet med de tidligere spil.
Electronic Gaming Monthly gav spillet en guldmedalje i sin undersøgelse, og i magasinet Edge blev Super Mario 64 det første spil, der fik en topkarakter. Nintendo Power roste spillets grafik, lyd og opbygning, men kommenterede på det roterende kamera, som tog tid for at kunne håndtere. Game Informer gav spillet 9,75 ud af 10, men gav det 9 et årti senere i sin "Retro Review"-sektion. GameSpot kårede Super Mario 64 til et af tidernes 15 mest indflydelsesrige spil, og gav Nintendo 64-versionen 9,4 og Wii Virtual Console-versionen 8. Det japanske magasin Famitsu, der er kendt for sin hårde bedømmelse, gav Super Mario 64 39/40.
Michael Grayford fra Liquid Entertainment citerede: "Da jeg spillede Super Mario 64 for første gang, blev jeg meget skuffet. Der var for mange steder at gå og for meget at gøre, og jeg skønte egentlig ikke, hvad meningen med spillet var. Da jeg senere hørte fra alle, hvor godt det var, prøvede jeg det igen, og det endte med, at jeg spillede det helt færdigt. Jeg var meget fornøjet. Hver bane kom med et nyt unikt og sejt element til spillet, og jeg kedede mig aldrig." Warren Spector, tidligere designer i Ion Storm, kommenterede at "Det er ikke muligt at presse så meget ind i ét eneste spil" og "intet spil har gjort et bedre arbejde i at vise målet, før det kan nås, at tillade spillere at lave en plan og derefter iværksætte den". "Og måden som spillet gør, at lade spilleren udforske det samme sted flere gange for derefter hver gang at afsløre noget nyt, er en overraskelse". Official Nintendo Magazine refererede til spillet som et "mesterværk i spildesign" og sagde, at Nintendo ændrede "sin spillestil fra 2D til 3D".

## Indflydelse og arv
Kritikerne skrev om Nintendo 64's succes med Super Mario 64. Magasinet Edge refererede til det som Nintendo 64's "vigtige spil". Game Informer mente, at spillet hjalp med at give Nintendo 64 en god start. Official Nintendo Magazine og GameDaily sagde, at Nintendo 64, både selve maskinen og kontrolleren, var meget godt lavet til et spil som Super Mario 64. Selvom systemet var succesfuldt i starten, mistede det markedsandele til Sonys PlayStation. 1UP.com mente dette skyldtes Nintendos brug af kassetter og kontrolleren, som blev implementeret af Shigeru Miyamoto til Super Mario 64. Spillet skabte også præcedens på mange områder, som senere 3D-platformspil efterfulgte. GameDaily kaldte spillet for et af de "mest indflydelsesrige computerspil", og mente det "viste spændingen hos 3D-platformen og havde en indflydelse på talrige designere, som skabte deres egne, originale spil". GamesTM lagde mærke til mange spilfirmaer, selv Nintendo, som prøvede at udvikle et platformspil, der kunne leve op til Super Mario 64. Super Mario 64 blev kendt for sin frihed og ikke-linenære handling. Et centrum, hvor styringen kan læres, før man træder ind i selve banerne, er blevet brugt i mange 3D-platformspil senere hen. Spillets missionbaserede banedesign har også givet en inspiration til mange spildesignere. For eksempel sagde Martin Hollis, der producerede og instruerede GoldenEye 007, at "ideen med den stor variation af missioner kom fra Super Mario 64".
Spillet var det første spil, som gjorde brug af et frit, bevægeligt kamera. De fleste 3D-spil sås dengang fra et førstepersonsperskektiv eller fra et kamera, som stod fra figurens eller banens synsvinkel. For at give frihed til at udforske og mere realistisk kontrol i en 3D-verden, skabte designerne et dynamisk system, hvor videokameraet blev styret af figuren Lakitu. Nintendo Power sagde, at kamerakontrolssystemet var det, som fik overgangen af platformspil ind i 3D-æraen. Edge sagde, at spillet ændrede "spillernes forventninger til 3D-udvikling for altid". Kamerasystemet ville blive standarten til 3D-spil i fremtiden. Nintendo 64's analogkontrol gjorde det muligt med mere præcise og udstrakte bevægelser end de digitale D-pad kunne muliggøre, og Super Mario 64 brugte dette på en måde, der var unik på den tid. Dengang muliggjorde 3D-spilkontrollerne evnen til at kunne kontrollere kameravinklen eller kontrollere figurens perspektiv. Super Mario 64's kontrollere var helt analoge og gav 360-graders bevægelse til at navigere, hvilket blev fulgt gennem et 3D-kamera. Analogkontrollen tillod præcis kontrol, som f.eks. muligheden for at styre Marios fart mere præcist.

### Nye versioner og opfølgere
I 1997 blev der udgivet en ny version af spillet løs i Japan under navnet Shindou Super Mario 64. Denne version var kompatibel med Nintendos Rumble Pak, og stemmerne fra spillets engelske version var med. Nogle grafiske problemer blev repareret, og spillet blev grafisk forbedret. I 1998 blev Super Mario 64 genudgivet i Europa og USA som en del af Player's Choice-udgaven, en række spil med en stor efterspørgsel til en reduceret pris. Super Mario 64 2 skulle udgives til Nintendo 64DD, men det blev opgivet at lave spillet færdigt pga. fejl i de ydre enheder og fejl i udviklingsprocessen. Super Mario Sunshine til Nintendo GameCube byggede på Super Mario 64's spillestil ved at indsætte en vandpumpe og strålerør, der kunne sættes på, hvilket svarede til hattene. Super Mario Galaxy, der var det næste 3D-Mario-platformspil, blev udgivet til Wii november 2007 og indeholdt lignende spillestil.
I 2004 blev den nye version Super Mario 64 DS frigivet på samme tid som lanceringen af Nintendo DS. Her var Yoshi, Wario og Luigi også spilbare figurer. Grafikken var blevet ændret lidt, spillet havde flere baner og stjerner, og der var kommet minispil og flerspillermuligheder til. Super Mario 64 kan også hentes fra internettjenesten Virtual Console på Nintendos spillekonsol Wii for 1000 Wii-point. Denne version er kompatibel med Nintendo GameCube-kontrolleren og kører med bedre opløsning end det det gjorde på Nintendo 64.

### Rygter
På grund af spillets popularitet spredte rygter sig hurtigt efter spillets udgivelse. Det mest udbredte rygte var, at Marios bror Luigi er en spilbar figur i spillet. Rygtet var baseret på en uskarp tekst, som kunne ses på slottets gårdsplads; der skulle siges at stå "L is real 2401". Dette fik mange til at tro, at Luigi var med i spillet og kunne låses op. Multimediahjemmesiden IGN modtog hundredvis af indsendte koder og metoder, som skulle kunne oplåse Luigi. Ingen af metoderne fungerede, og i november 1996 tilbød IGN 100 amerikanske dollar i dusør til den, som kunne bevise, at Luigi var med i spillet. En uge senere gik antallet af indsendte metoder til IGN stærkt ned. Ingen af de indsendte koder og metoder fungerede.
Nintendo har afslået Luigis spilmulighed og aldrig kommenteret meningen med "L is real 2401", bortset fra et aprilsnarsnummer i 1998 i Nintendo Power. I dette nummer sagde "April News Briefs"-sektionen, at den kryptiske sætning ville diskuteres på side 128, men magasinet havde kun 106 sider. Sektionen indeholdt også en spøgefuld artikel ved navn "Luigi 64", der kommenterede humoristisk på rygtet. Luigi blev dog spilbar i Super Mario 64 DS og Super Mario Galaxy.